# Hita (Spanien)
Hita ist eine zentralspanische Kleinstadt und eine Gemeinde (municipio) mit 331 Einwohnern (Stand: 2024) in der Provinz Guadalajara in der Autonomen Region Kastilien-La Mancha. Im Jahr 1965 wurde das historische Ortszentrum als Conjunto histórico-artístico anerkannt. Die Gemeinde liegt am Camino del Cid und gehört zur dünnbesiedelten Region der Serranía Celtibérica. 

## Lage und Klima
Der knapp 850 m hoch gelegene Ort Hita liegt im Norden des Südteils der Iberischen Hochebene (meseta). Die Provinzhauptstadt Guadalajara ist ca. 27 km (Fahrtstrecke) in südwestlicher Richtung entfernt; das sehenswerte Städtchen Brihuega befindet sich etwa 28 km östlich. Das Klima im Winter ist gemäßigt, im Sommer dagegen warm bis heiß; die eher geringen Niederschlagsmengen (ca. 435 mm/Jahr) fallen – mit Ausnahme der nahezu regenlosen Sommermonate – verteilt übers ganze Jahr.

## Bevölkerungsentwicklung
| Jahr      | 1857 | 1900 | 1950 | 2000 | 2019 |
| Einwohner | 973  | 941  | 677  | 257  | 294  |

Aufgrund der Mechanisierung der Landwirtschaft, der Aufgabe bäuerlicher Kleinbetriebe und des daraus resultierenden Verlusts von Arbeitsplätzen ist die Einwohnerzahl der Gemeinde seit der Mitte des 20. Jahrhunderts stark rückläufig (Landflucht). Im Jahr 1973 wurde der ca. 8 km nordöstlich gelegene und nur noch ca. 20 Einwohner zählende Weiler Padilla de Hita eingemeindet. 

## Wirtschaft

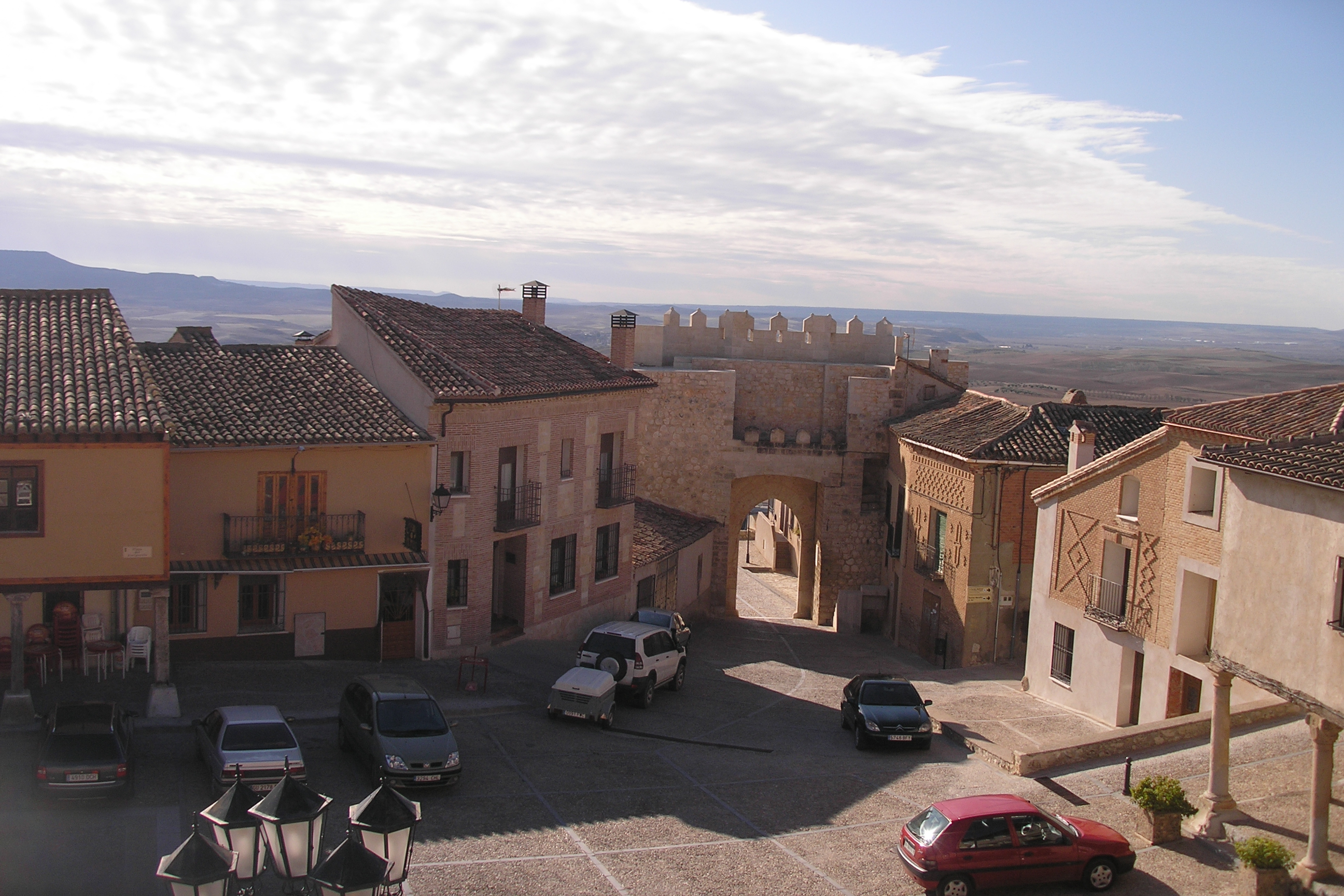
Hita – Plaza del Arcipreste mit dem Stadttor Puerta de Santa María

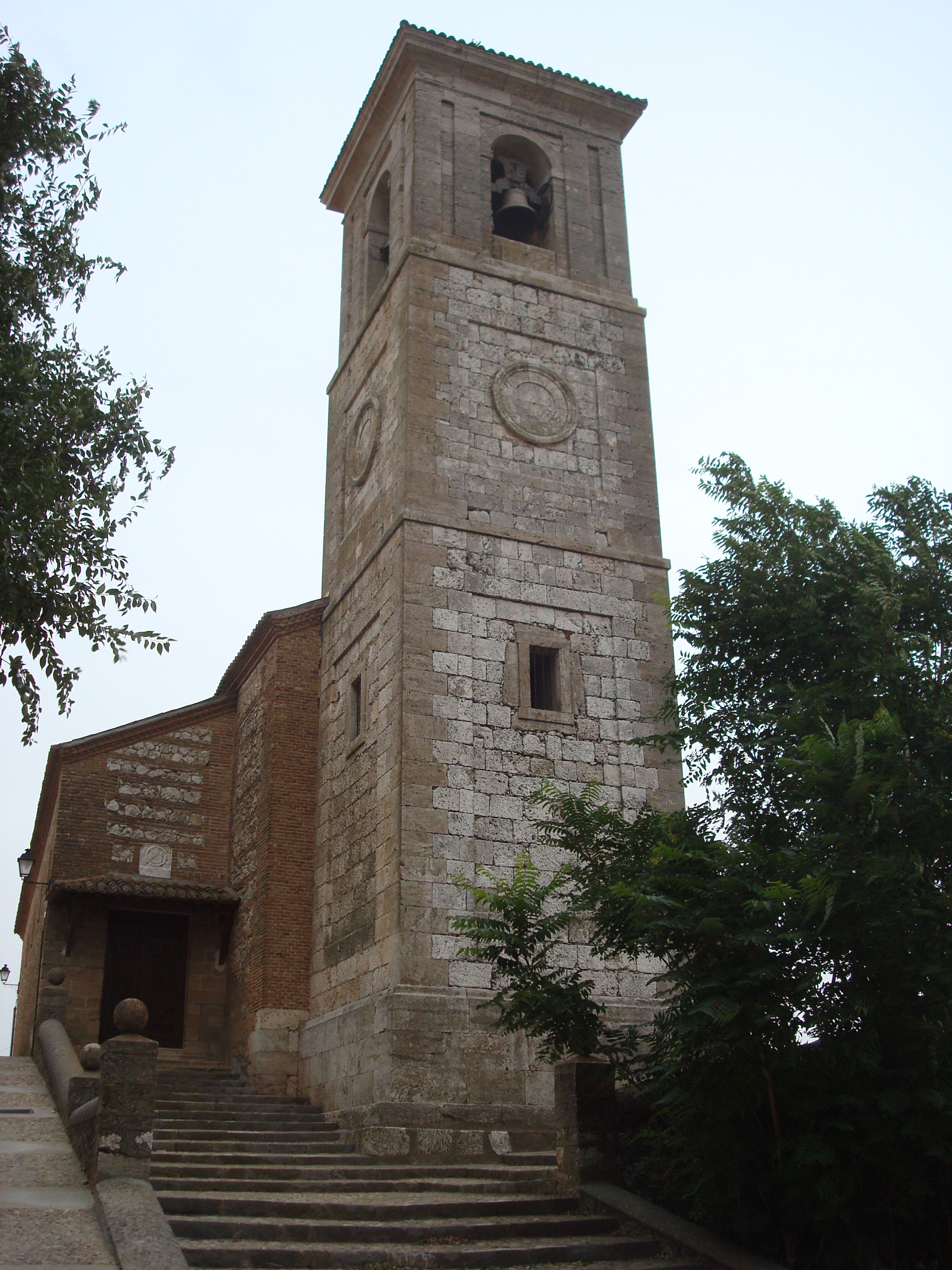
Hita – Iglesia de San Juan Bautista

Die Menschen früherer Jahrhunderte lebten hauptsächlich als Selbstversorger vom Ackerbau und von der Viehwirtschaft, deren haltbare Produkte (Käse, Wurst, Tierhäute und Wolle) bei fahrenden Händlern getauscht oder verkauft werden konnten.

## Geschichte
Bereits die Römer nutzten die Lage als Wachtposten an der Straße von Emerita Augusta (Mérida) nach Caesaraugusta (Saragossa). Im 8. Jahrhundert übernahmen Araber und Mauren die Herrschaft, die erst in der zweiten Hälfte des 11. Jahrhunderts durch König Alfons VI. von León wieder aus der Region vertrieben werden konnten (reconquista). In der danach einsetzenden Zeit der Wiederbesiedlung (repoblación) des Gebiets durch Christen aus dem Norden und Süden der Iberischen Halbinsel entstand wohl auch der Ort, dessen Grundherrschaft (señorio) seit etwa 1430 von Iñigo López de Mendoza, dem Marques de Santillana, aus dem Haus Mendoza ausgeübt wurde. Während des Spanischen Bürgerkriegs (1936–39) wurde die Stadt schwer in Mitleidenschaft gezogen.

## Sehenswürdigkeiten und Veranstaltungen

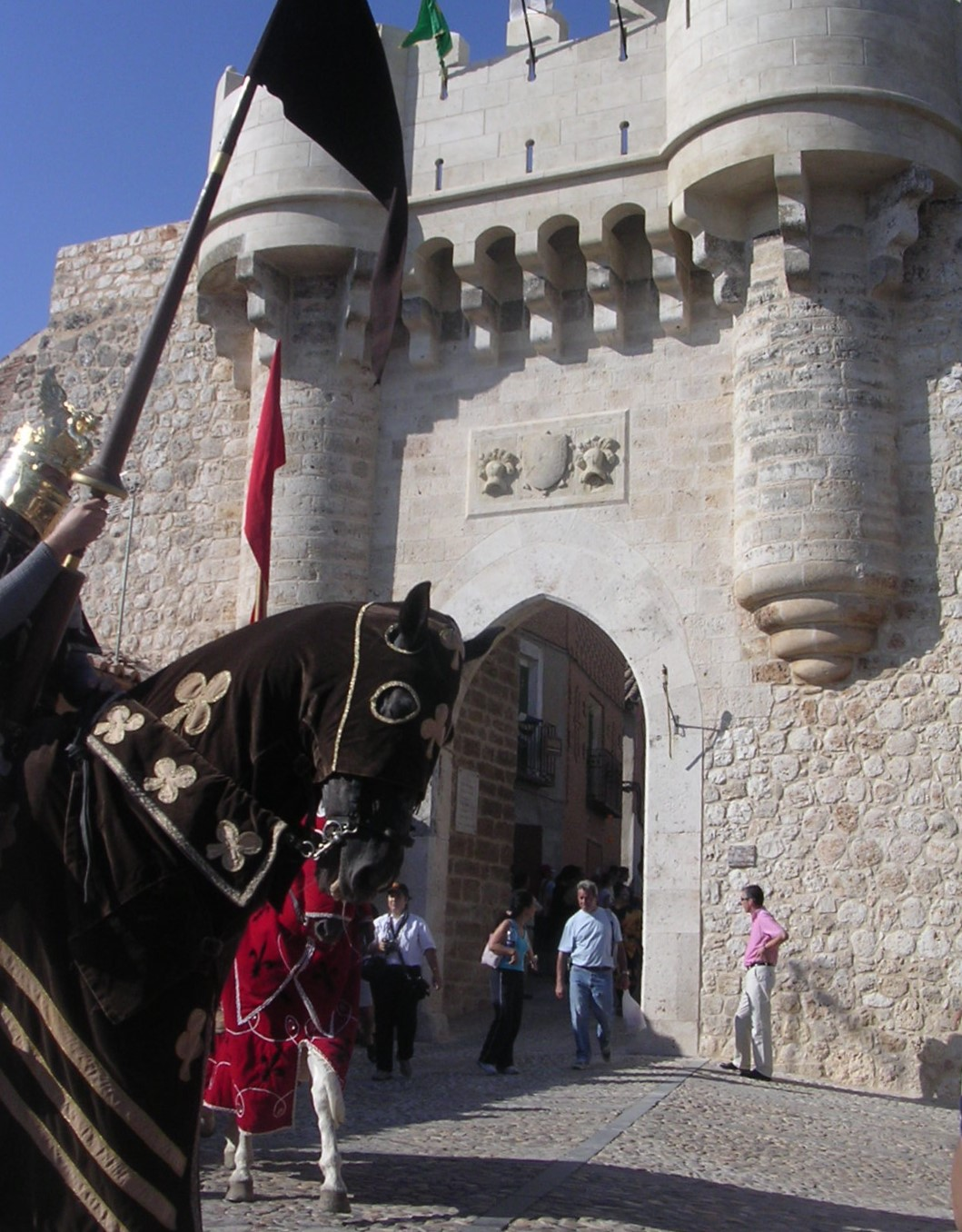
Akteure des Festival Medieval de Hita vor der Puerta de Santa María (2005)

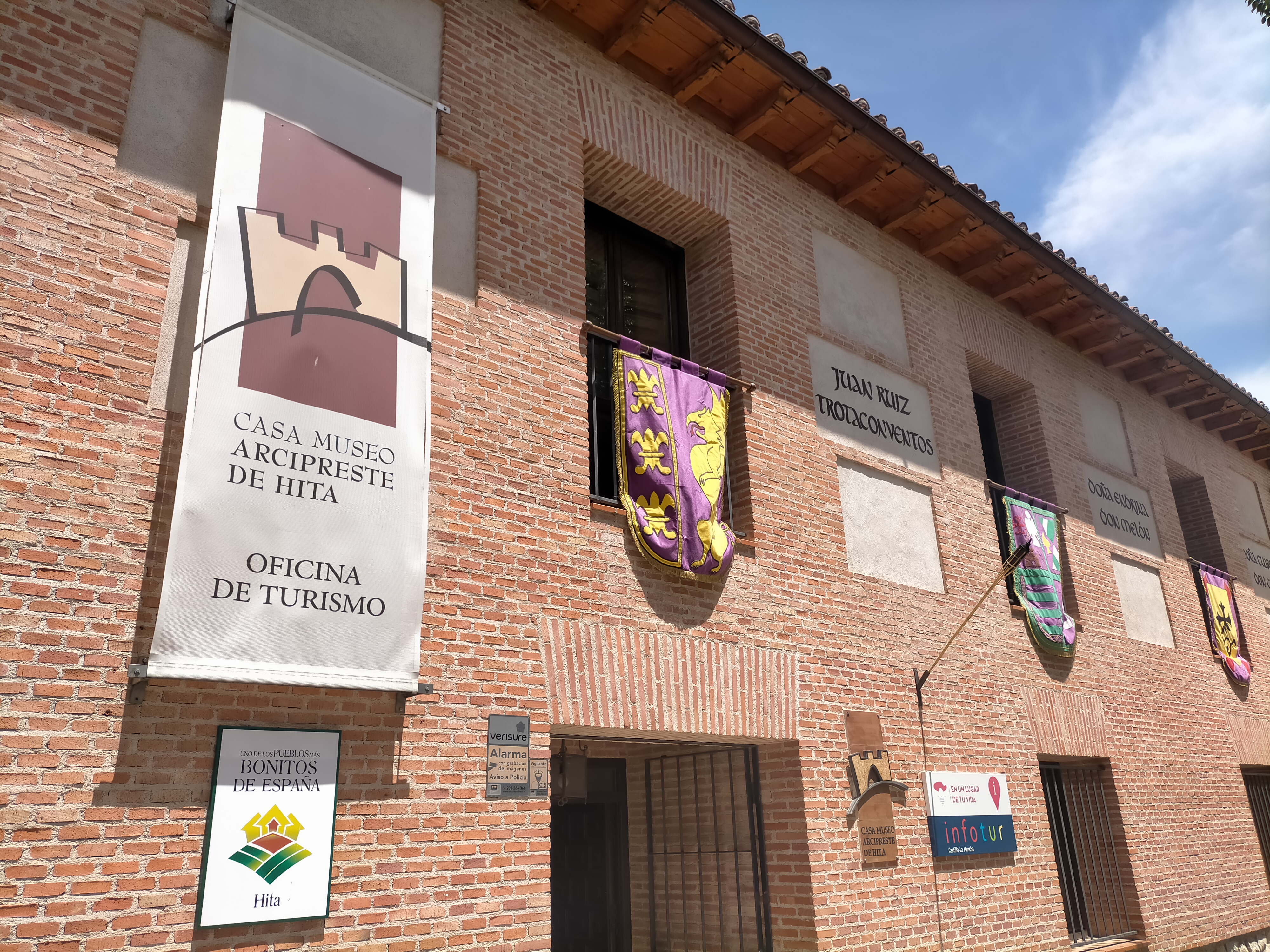
Fassade des Casa-Museo del Arcipreste de Hita (2022)

- Von der ehemaligen Burg (castillo) auf dem Hügel sind nur noch spärliche Reste erhalten. An der Stelle stand möglicherweise ein maurischer Wachturm (atalaya), der während des Neubaus der Festung durch den Marques von Santillana verschwand.[8][9]
- In dieser Zeit entstand auch die Stadtmauer, von der noch Reste sowie das im Jahr 1965 restaurierte Stadttor der Puerta de Santa María mit dem steinernen Wappenschild des Hauses Mendoza erhalten sind.[10]
- Die Iglesia de San Juan Bautista ist ein Bau im Mudéjar-Stil aus der Zeit um 1500. Die Außenwände zeigen das stiltypische Wechselspiel zwischen Ziegelstein-Mauerwerk und Paneelen mit Bruchsteinmauerwerk. Der aus exakt behauenen Steinen errichtete Glockenturm (campanario) entstand ca. 50 Jahre später. Das Innere der Kirche ist dreischiffig; alle drei Schiffe (naves) und selbst die Apsis werden von einfachen Artesonado-Holzdecken überspannt. In der Capilla de la Virgen befindet sich die Figur der Virgen de la Cuesta, der Schutzpatronin des Ortes.[11][12]
- Von der im Jahr 1937 zerstörten Iglesia de San Pedro, der ehemaligen Hauptkirche des Ortes, sind nur noch Ruinen erhalten.[13]
- Seit 1961 veranstaltet die Stadt zu Ehren des als Archipreste de Hita zu literarischem Ruhm gekommenen Dichters Juan Ruiz das Festival Medieval de Hita mit Ritterspielen, einem Mittelaltermarkt und Theateraufführungen mit szenischen Adaptionen des Juan Ruiz zugeschriebenen Libro de buen amor und anderer mittelalterlicher Stoffe, wie dem Cantar de Roldán (Rolandslied) oder dem Cantar de Mio Cid. Das Festival findet in der Regel am jeweils ersten Wochenende im Juli statt.[14] Es wurde 1980 als Festveranstaltung von nationaler touristischer Bedeutung der Kategorie der Fiestas de Interés Turístico Nacional zugeordnet und im Jahr 2021 zum Bien de Interés Cultural deklariert.[15]
- Das Juan Ruiz gewidmete Casa-Museo del Arcipreste de Hita in der Calle San Pedro beherbergt neben dem städtischen Tourismusbüro mehrere Ausstellungsräume mit Exponaten zum Libro de buen amor und zum Lebenswerk des Philologen Manuel Criado de Val, dem Begründer des Festival Medieval de Hita. Neben einer Aula für Veranstaltungen und einem Lesesaal befinden sich in weiteren Räumen eine ständige Fotoausstellung zur Geschichte des Festivals und eine Sammlung der bei den Festival-Aufführungen getragenen Kostüme sowie eine kleinere Sammlung von Objekten zur Archäologie und Ethnographie der Stadt.[16]

## Persönlichkeiten
- Juan Ruiz (um 1283–um 1350), Dichter, auch genannt „Erzpriester von Hita“ (Arciprestre de Hita)